# Store Hjartholmen
Store Hjartholmen est une île norvégienne et un village du comté de Hordaland appartenant administrativement à Bømlo.

## Description
Rocheuse et désertique, à fleur d'eau, elle s'étend sur environ 222 m de longueur pour une largeur approximative de 160 m. 